# Bill Smith (Bluesmusiker)
Barkin’ Bill Smith (* 18. August 1928 in Cleveland, Mississippi; † 24. April 2000 in Chicago, Illinois) war ein US-amerikanischer Blues-Sänger und Songwriter.
Seine Jugend verbrachte Smith in Mississippi, zog aber später nach Detroit und dann weiter nach Chicago. Seinen Namen erhielt er von Homesick James, mit dem er 1958 zusammengearbeitet hatte. Die Namensgebung ist äußerst seltsam, denn seine Stimme war ein üppiger, geschliffener Bariton, der eigentlich eine Antithese zum Gesang des Chicagoblues darstellte. Er sang in Chicago für zahlreiche Bluesbands. Beeinflusst wurde er von Joe Williams (Count Basies Sänger, nicht dem Gitarristen), Brook Benton und Jimmy Witherspoon. Nach langen Jahren machte er 1991 sein Albendebüt als Sänger von Dave Specter & the Bluebirds auf „Bluebird Blues“ und nachdem er die Gruppe verlassen hatte, erschien 1994 sein eigenes Album „Gotcha!“, wobei er die Verbindung zu Delmark Records ausnutzen konnte, die Bluebird Blues veröffentlicht haben. Nach 1994 trat er wegen gesundheitlicher Probleme immer seltener auf.
Smith starb 2000 an Bauchspeicheldrüsenkrebs.